# Риври (Сомма)
Риври́ (фр. Rivery) — коммуна на севере Франции, регион О-де-Франс, департамент Сомма, округ Амьен, кантон Амьен-3. Пригород Амьена, примыкает к нему с запада, на правом берегу реки Сомма.
Население (2018) — 3 576 человек.

## Достопримечательности
Значительную часть территории коммуны занимает Ортийоннаж (Hortillonnages) Амьена – бывшее болото, адаптированное для выращивания цветов и огородничества. По территории Ортийоннажа проводятся экскурсии на лодках, в 2017 году открыт музей садоводства.

## Экономика
Структура занятости населения:
- сельское хозяйство — 0,3 %
- промышленность — 2,1 %
- строительство — 10,7 %
- торговля, транспорт и сфера услуг — 65,0 %
- государственные и муниципальные службы — 21,9 %

Уровень безработицы (2017) — 15,4 % (Франция в целом — 13,4 %, департамент Сомма — 15,9 %). 

Среднегодовой доход на 1 человека, евро (2018) — 22 150 (Франция в целом — 21 730, департамент Сомма — 20 320).

## Демография
Динамика численности населения, чел.

## Администрация
Пост мэра Риври с 2014 года занимает социалист Бернар Бокийон (Bernard Bocquillon). На муниципальных выборах 2020 года возглавляемый им левый список одержал победу в 1-м туре, получив 71,06 % голосов.
| Период | Период | Фамилия        | Партия                  | Примечания                                                    |
| ------ | ------ | -------------- | ----------------------- | ------------------------------------------------------------- |
| 1973   | 1977   | Робер Доссен   |                         |                                                               |
| 1977   | 2001   | Рене Каруж     | Коммунистическая партия | работник компании SNCF, член Генерального совета департамента |
| 2001   | 2008   | Жан-Мари Гиври | Коммунистическая партия |                                                               |
| 2008   | 2014   | Жак Новак      | Социалистическая партия | пенсионер                                                     |
| 2014   |        | Бернар Бокийон | Социалистическая партия | государственный служащий                                      |